# Michael Kleinfeld

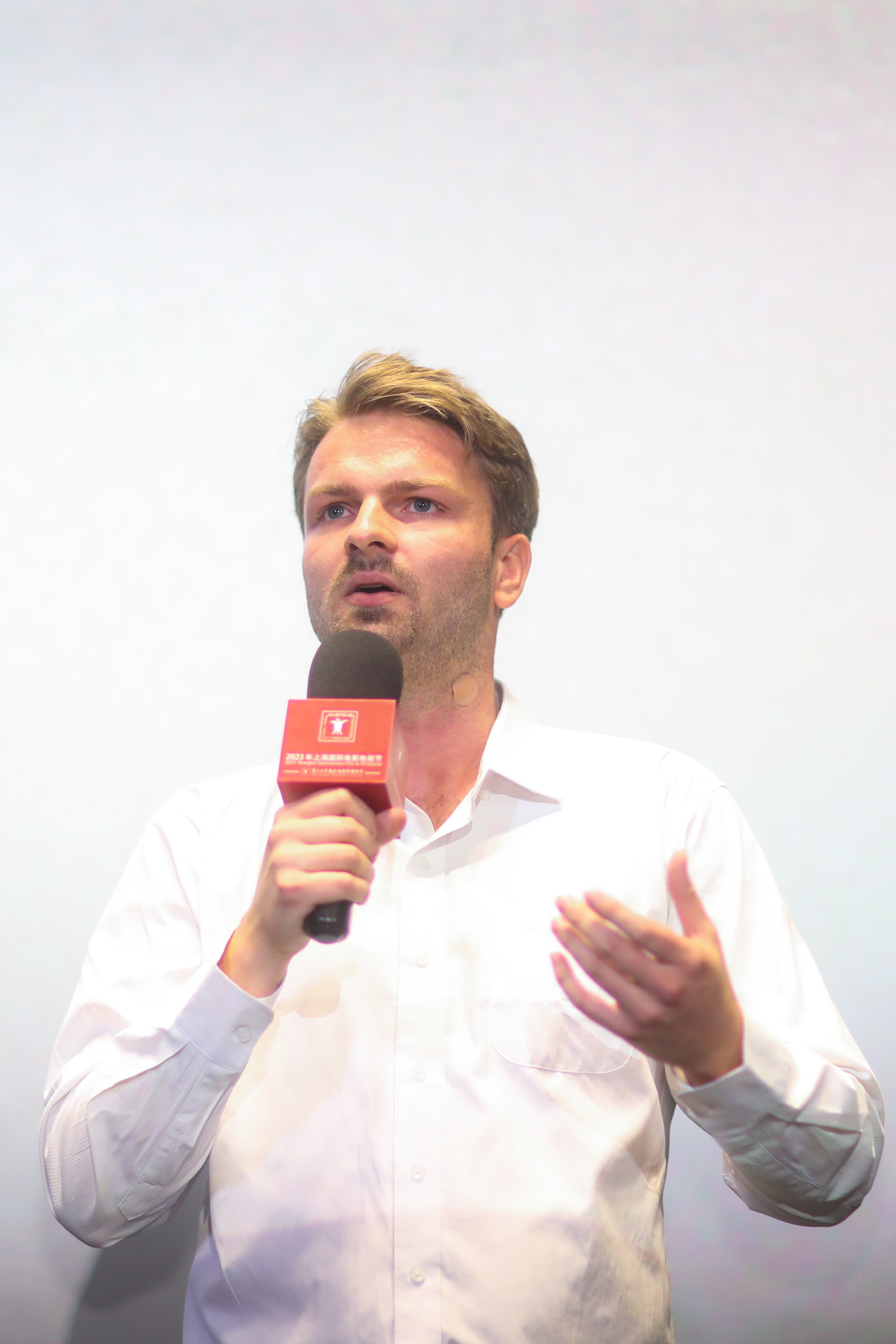
Michael Kleinfeld (2023)

Michael Kleinfeld (* 1993 in Mülheim an der Ruhr) ist ein deutscher Filmregisseur, Drehbuchautor und Produzent.

## Leben
Nach dem Abitur studierte Kleinfeld von 2013 bis 2017 an der Macromedia Hochschule für Medien und Kommunikation zu Köln, welcher er mit dem Bachelor of Arts: Film und Fernsehen – Regie abschloss. In der Folge arbeitet er für Kölner TV- und Kinoproduktionen in der Produktionsabteilung. Bei dem von ihm produzierten Film Sanitatem von 2023 schrieb er das Drehbuch und führte er Regie.

## Filmografie
- 2022: Lieferandate (Kurzfilm)[3]
- 2023: Sanitatem[2]